# The Orville
The Orville je ameriška znanstvenofantastična komično-dramska televizijska serija, ki jo FOX predvaja od 10. septembra 2017.

## Opis
The Orville je postavljen na naslovno USS Orville (ECV-197), srednjeveško raziskovalno vesoljsko plovilo v Planetarni uniji, medzvezdno zavezništvo Zemlje in mnogih drugih planetov iz 25. stoletja.

## Igralska zasedba

### Glavni
- Seth MacFarlane kot kapitan Ed Mercer
- Adrianne Palicki kot poveljnica Kelly Grayson
- Penny Johnson Jerald kot doktorica Claire Finn
- Scott Grimes kot poročnik Gordon Malloy
- Peter Macon kot podpoveljnik Bortus
- Halston Sage kot poročnica Alara Kitan (1. in 2. sezona, posebna gostujoča zvezda po "Home")
- J. Lee kot poročnik (kasneje podpoveljnik po "New Dimensions") kot John LaMarr
- Mark Jackson kot Isaac (poimenovan po Isaacu Newtonu)
- Jessica Szohr kot poročnica Talla Keyali (od sezone 2)
- Anne Winters kot Charly Burke (sezona 3)